# Podkładacz
Podkładacz – robotnik mennicy podkładający krążki mennicze pod tłok do wybicia, wymieniany w instrukcji Komisji Rządowej Przychodów i Skarbu Królestwa Polskiego z 1816 r. przygotowanej dla mennicy warszawskiej.